# マノル・ソロモン
マノル・ソロモン（ヘブライ語: מנור סולומון、1999年7月24日 - ）は、イスラエル・クファル・サバ出身のサッカー選手。リーズ・ユナイテッドFC所属。イスラエル代表。ポジションはMF。

## クラブ歴
イスラエルのクファル・サバでユダヤ系の家に生まれた。地元のハポエル・クファル・サバの下部組織でサッカーを始め、後にマッカビ・ペタク・チクヴァFCの下部組織に移った。マッカビ・ペタク・チクヴァでトップチームに昇格し選手となった。
2019年1月にウクライナ・プレミアリーグのFCシャフタール・ドネツクに移籍。同年11月26日のUEFAチャンピオンズリーグ 2019-20 グループリーグではマンチェスター・シティFC相手に得点を決めて試合を引分に持ち込んだ。
2022年7月25日、フラムFCにレンタル移籍した。この移籍は、ロシアのウクライナ侵攻によるウクライナのクラブに所属する外国籍選手に対する移籍特例措置を受けたものとなる。
2023年7月11日、シャフタール・ドネツクとの契約を解除し、トッテナム・ホットスパーFCに加入した。この移籍は、ウクライナのクラブに所属する外国籍選手は一方的に契約を停止することができるFIFAの特例措置によるものだが、シャフタール・ドネツクがトッテナムに対して補償金を求める事態となった。
2024年8月28日、リーズ・ユナイテッドFCにレンタル移籍した。

## 代表歴
2018年9月7日にUEFAネーションズリーグ2018-19のアルバニア代表戦で代表初出場。

## 個人成績

### クラブ
2020年7月26日現在
| クラブ                     | シーズン   | リーグ戦                   | リーグ戦 | リーグ戦 | カップ戦 | カップ戦 | 国際大会 | 国際大会 | その他* | その他* | 合計 | 合計 |
| クラブ                     | シーズン   | リーグ                     | 出場     | 得点     | 出場     | 得点     | 出場     | 得点     | 出場    | 得点    | 出場 | 得点 |
| -------------------------- | ---------- | -------------------------- | -------- | -------- | -------- | -------- | -------- | -------- | ------- | ------- | ---- | ---- |
| マッカビ・ペタク・チクヴァ | 2016-17    | イスラエル・プレミアリーグ | 23       | 2        | 4        | 0        | -        | -        | 0       | 0       | 27   | 2    |
| マッカビ・ペタク・チクヴァ | 2017-18    | イスラエル・プレミアリーグ | 33       | 4        | 5        | 0        | -        | -        | 0       | 0       | 38   | 4    |
| マッカビ・ペタク・チクヴァ | 2018-19    | イスラエル・プレミアリーグ | 12       | 2        | 1        | 0        | -        | -        | 0       | 0       | 13   | 2    |
| マッカビ・ペタク・チクヴァ | クラブ通算 | クラブ通算                 | 68       | 8        | 10       | 0        | 0        | 0        | 0       | 0       | 78   | 8    |
| シャフタール・ドネツク     | 2018-19    | ウクライナ・プレミアリーグ | 11       | 0        | 3        | 1        | 2        | 0        | 0       | 0       | 16   | 1    |
| シャフタール・ドネツク     | 2019-20    | ウクライナ・プレミアリーグ | 20       | 3        | 0        | 0        | 6        | 3        | 1       | 0       | 27   | 6    |
| シャフタール・ドネツク     | クラブ通算 | クラブ通算                 | 31       | 3        | 3        | 1        | 8        | 3        | 1       | 0       | 43   | 7    |
| 通算                       | 通算       | 通算                       | 99       | 11       | 13       | 1        | 8        | 3        | 1       | 0       | 121  | 17   |

*ウクライナ・スーパーカップ

### 代表
2023年3月6日現在
| イスラエル代表 | 国際Aマッチ | 国際Aマッチ |
| 年             | 出場        | 得点        |
| -------------- | ----------- | ----------- |
| 2018           | 2           | 0           |
| 2019           | 5           | 0           |
| 2020           | 7           | 1           |
| 2021           | 12          | 3           |
| 2022           | 5           | 2           |
| 通算           | 31          | 6           |

## タイトル

### クラブ
FCシャフタール・ドネツク
- ウクライナ・プレミアリーグ：2018-19, 2019-20, 2021-22
- ウクライナ・カップ：2018-19
- ウクライナ・スーパーカップ : 2021